# Batalha de Bloody Ridge
A Batalha de Bloody Ridge, ou batalha do Cume Sangrento, foi um confronto militar terrestre que ocorreu durante a Guerra da Coreia, de 18 Agosto a 5 de setembro de 1951.
Localizado em colinas ao norte do Paralelo 38,  na cordilheira coreana central, a batalha foi travada entre tropas comunistas da Coreia do Norte contra as forças das Nações Unidas da República da Coreia e dos Estados Unidos. Na batalha, os soldados da ONU atacaram posições inimigas no condato de Yanggu. Após duas semanas de sangrentas lutas, as forças norte-coreanas bateram em retirada. Os ganhos militares e estratégicos desta batalha ainda são discutíveis.